# Grenoble-i Szent Hugó
Grenoble-i Szent Hugó (franciául: Hugues de Grenoble), vagy Châteauneuf-i Szent Hugó (franciául: Hugues de Châteauneuf), (Châteauneuf-sur-Isère, 1053 – Grenoble, 1132. április 1.) szentként tisztelt középkori francia püspök.

## Élete
Hugó Châteauneuf városában született 1053-ban katonacsaládból. Már fiatalon pappá szentelték, majd hamarosan valencei kanonok lett. Igyekezett foganatosítani a VII. Gergely pápa által elkezdett reformokat, viszont ügyelt arra, hogy határozottsága mellett mindenkivel alázatosan, szerényen és szeretettel viselkedjen. Közkedveltsége miatt VII. Gergely már 27 éves korában, 1080-ban a megürült Grenoble-i egyházmegye püspökévé szentelte. Hugó kezdetben nem akarta elfogadni a püspökséget, életrajza szerint ebben az időben súlyos Istenkáromló gondolatokkal zaklatta az Ördög. Végül azonban Rómába ment, és ott VII. Gergely külön kérésére felvette a méltóságot.
Római útjáról hazatérve nekilátott, hogy teljesen újjá alakítsa a pénzügyi visszaélések miatt elszegényedett Grenoble-i egyházmegyét. Imádságai, virrasztásai, és böjtjei mellett személyesen látogatta sorban az egyházmegye különféle területein élő papjait, és hol rábeszéléssel, hol keményebb szóval intette őket elvilágiasodásuk, pénzharácsolásuk miatt. Ezt gyűlölettel viszonozta a papság egy része, ezért Hugó – magát okolva – 2 évi szolgálat után visszavonult egy bencés-kolostorba.
Egy évi szerzetes élet után a pápa parancsára végül is visszatért méltóságába, de szabad időit továbbra is szerzetesek között töltötte. Ebben az időben látogatta őt meg Kölni Szent Brúnó, és kért hat társával letelepedési engedélyt Hugó területén. (Brúnóék közösségéből fejlődött ki később a középkor legszigorúbb szerzetesrendje, a karthauzi rend.) Hugó nem hanyagolta el híveit sem, és gyakran tartott a népnek prédikációkat. A korabeli krónikák szerint viszonylag egyszerű szentbeszédek meghallgatására tömegesen özönlött a nép Hugóhoz. Bűnösök megtérítése, viszálykodók lecsillapítása, haragosok megbékítése jellemezte Hugó működését. Kiemelten kerülte viszont a megszólás bűnét, mert – mint szokta mondani – „magunknak is elég bűnünk van, semmi szükség arra, hogy másokéval is rontsuk érzékünket és terheljük lelkiismeretünket.”
Hugó a pénzügyek rendbetétele után sem adta fel egyszerű életmódját, hanem a megtakarított pénzt a szegények segélyezésére fordította. Nagyobb szegénység idején még a püspöki ékszereit és templomának kincseit is eladta, hogy a szegényeken segíthessen. Viszont amilyen segítőkész és alázatos volt alattvalóival szemben, annyira bátran és kérlelhetetlenül védte az egyház jogait a VII. Gergelyt támadó IV. Henrik német-római császárral szemben. Élete vége felé hasonló okból ismét fel kellett lépni, ezúttal II. Ince pápa mellett.
Bár több mint 50 éven át viselte a Grenoble-i püspöki méltóságot, életrajzírói szerint gyakran szenvedett különféle betegségekben, elsősorban fej- és gyomorfájásban. Közel 80 éves volt már, amikor állandóan súlyosodó betegsége miatt II. Ince pápa felmentette a püspökség terheinek viselése alól. Hugó mindössze néhány hónapot élt már csak ezután. Sokan keresték fel hívei közül, hogy áldásában részesüljenek, többek között egy gazdag és előkelő úr is. Őt azonban áldás adás helyett keményen megintette Hugó, hogy az alattvalóitól elzsarolt javakat szolgáltassa vissza nekik. A történet szerint a gazdag úr elfogadta Hugó intését, és alattvalóit szerető, kegyes ember vált belőle.
Hugót halála előtt a fokozatos emlékezet kiesés kezdte jellemezni, azonban a zsoltárok és himnuszok éneklését továbbra sem hagyta el. Egy lázas éjszakáján állítólag 300-szor is elrebegte a Miatyánkot. 1132. április 1-jén hunyt el. II. Ince pápa már 2 évvel később, 1134-ben szentté avatta. Ünnepét halála napján ülik.